# Doulcon
Doulcon ist eine französische Gemeinde mit 422 Einwohnern (Stand: 1. Januar 2022) im Département Meuse in der Region Grand Est (bis 2015 Lothringen). Sie gehört zum Arrondissement Verdun und zum Kanton Stenay. Die Einwohner werden Doulconais genannt.

## Geografie
Doulcon liegt zwischen Verdun und Sedan an der Maas, die hier zum Schifffahrtskanal Canal de la Meuse ausgebaut wurde. Von links mündet der Nebenfluss Andon ein. Umgeben wird Doulcon von den Nachbargemeinden Mont-devant-Sassey im Norden, Sassey-sur-Meuse im Norden und Nordosten, Dun-sur-Meuse im Osten, Cléry-le-Petit im Südosten, Cléry-le-Grand im Süden, Aincreville im Südwesten sowie Villers-devant-Dun im Westen und Nordwesten.

## Bevölkerungsentwicklung
| Jahr                       | 1962 | 1968 | 1975 | 1982 | 1990 | 1999 | 2006 | 2011 | 2019 |
| Einwohner                  | 387  | 393  | 389  | 455  | 483  | 445  | 408  | 451  | 426  |
| Quellen: Cassini und INSEE |      |      |      |      |      |      |      |      |      |

## Sehenswürdigkeiten
- Kirche Saint-Pierre aus dem 12. Jahrhundert

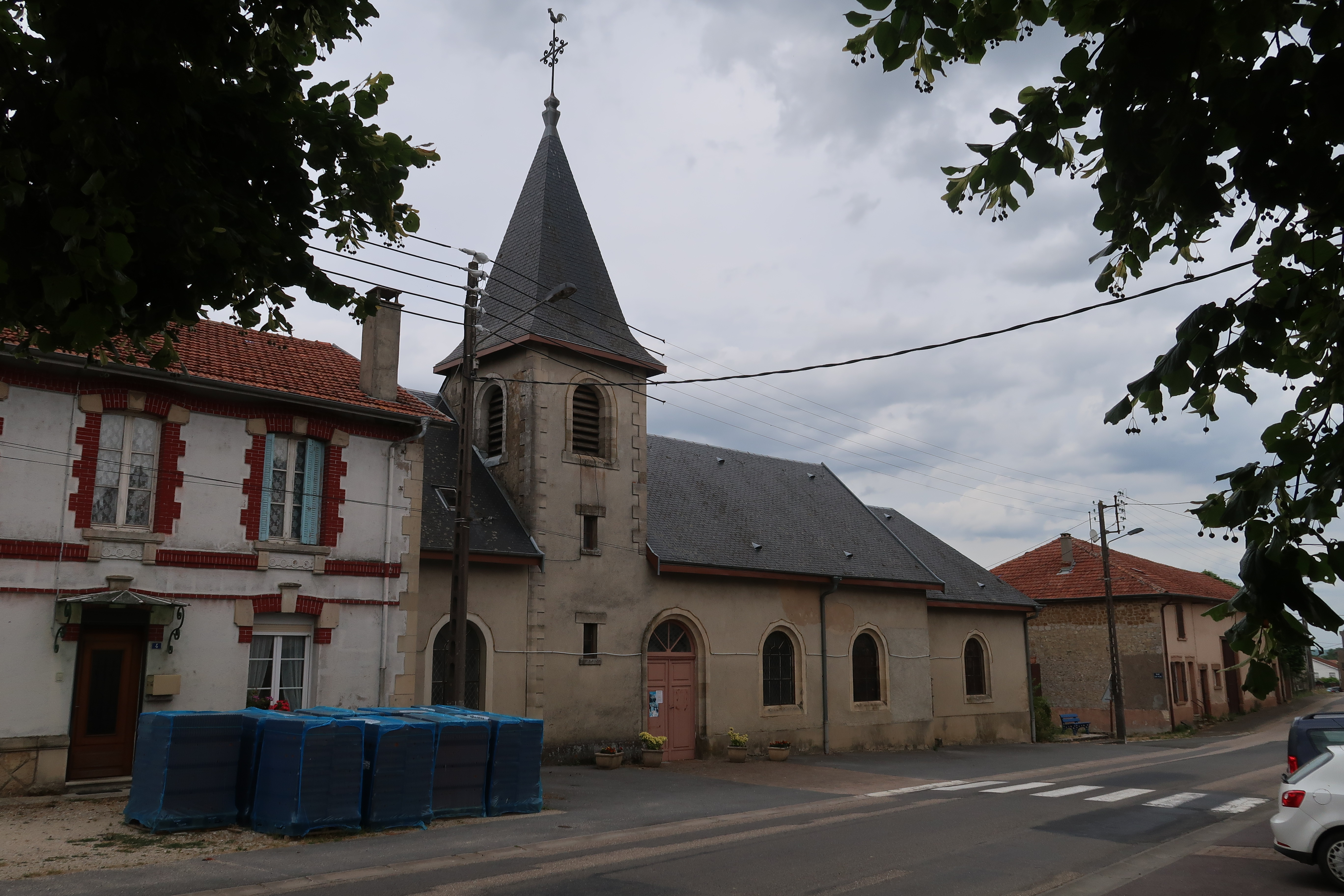
Kirche Saint-Pierre